# Вествејл (Њујорк)
Вествејл (енгл. Westvale) насељено је место без административног статуса у америчкој савезној држави Њујорк.

## Демографија
По попису из 2010. године број становника је 4.963, што је 203 (-3,9%) становника мање него 2000. године.
| Група             | 2000.         | 2010.         |
| Белци             | 5.016 (97,1%) | 4.790 (96,5%) |
| Афроамериканци    | 14 (0,3%)     | 21 (0,4%)     |
| Азијати           | 25 (0,5%)     | 29 (0,6%)     |
| Хиспаноамериканци | 55 (1,1%)     | 83 (1,7%)     |
| Укупно            | 5.166         | 4.963         |